# Vlieland
Die zu den Niederlanden gehörende Insel Vlieland (westfriesisch Flylân) ist eine der fünf bewohnten Westfriesischen Inseln. Sie hatte am 1. Januar 2025 eine Einwohnerzahl von 1212.

## Geographie
Westlich von Vlieland liegt die Insel Texel und östlich die Insel Terschelling, die alle im Wattenmeer der Nordsee liegen.
Die Strandlänge beträgt etwa 20 Kilometer und das Radwegenetz hat eine Gesamtlänge von 26 Kilometern. Den höchsten Punkt markiert die Vuurboetsduin (Vuurtorenduin, „Leuchtturmdüne“) mit 45 Metern, auf welcher der Leuchtturm Vuurduin steht. Weitere hohe Dünen sind Poterslid (31,9 Meter), Kooispleklid (29,5 Meter) und Kaap-Bol (26 Meter).
Auf der Insel befindet sich eine Ortschaft, Oost-Vlieland. Dort steht auch das älteste Haus der Insel, Tromp’s Huys, ein ehemaliges Admiralskontor zur Überwachung der Handelsschifffahrt, heute ein Museum. Neben der Kirche steht am Kerkplein das bis 1950 als Armen-, Witwen- und Waisenhaus genutzte Armhuis aus dem Jahr 1662. Der Leuchtturm ist, wie auch der Leuchtturm auf Texel, in der Saison für Besucher geöffnet.
Das weiter westlich gelegene, jetzt nicht mehr bestehende Dorf West-Vlieland wurde 1736 aufgegeben, nachdem es dort in den Jahren zuvor mehrfach zu Überflutungen gekommen war.

## Geschichte
Nach 1938 internierte die niederländische Regierung politische Flüchtlinge auf der Insel. 39 Inhaftierte waren in verschiedenen Häusern der Dorpsstraat untergebracht. Es waren 33 Deutsche, zwei Belgier, zwei Russen, ein Pole und ein „Südslawe“. Die niederländische Regierung hatte das Lagerleben und die Versorgung der Häftlinge organisiert. Der Bürgermeister Rab erhielt für die Arbeitskleidung der Internierten 1.000 Gulden. Offiziell hatten die Inselbewohner die Anweisung, keinen Kontakt mit den „Ausländern“ aufzunehmen, was sich aber in der Realität nicht aufrechterhalten ließ. Im Mai 1940 wurde sogar eine Hochzeit von einem politischen Flüchtling mit einer Niederländerin gefeiert.
Das nächstgelegene Badhotel lieferte die Tagesmahlzeiten unter der Aufsicht eines Polizisten, den Männern stand zusätzlich eine ärztliche Versorgung zu. Tagsüber wurden die Gefangenen zu Arbeiten in der Staatlichen Forstwirtschaft herangezogen und offiziell entlohnt. Auf diese Weise entstand zum Beispiel der Badweg auf der Insel, der direkt zum Strand führte und von den Internierten Thälmannstraße genannt wurde.
Nach dem Überfall der Wehrmacht auf die Niederlande und Belgien im Mai 1940 wurde das Internierungslager von den Nationalsozialisten aufgelöst. Die Internierten kamen in Gestapohaft.

## Verkehr
Eine Fährverbindung zum Festland existiert zwischen Oost-Vlieland und Harlingen. Außerdem gibt es im Sommer eine Fährverbindung von Texel nach Vlieland. Dabei legt die Fähre an der Sandbank „Vliehors“ an, welche sich westlich an Vlieland anschließt, wo die Fahrgäste mit einem watfähigen Geländefahrzeug abgeholt und über die Sandbank auf die Insel gebracht werden. Die Insel gilt als autoluw (im Prinzip autofrei). Nur Inselbewohner können eine Sondergenehmigung zum Betrieb von Motorfahrzeugen erhalten. Der Fährdienst von Harlingen oder Terschelling befördert weder Autos noch Motorräder.
Im Westen der Insel liegt Het Posthuys („das Posthaus“). Het Posthuys ist die alte Station für den Pferdewechsel des Postreiters auf der Route nach Amsterdam. Post von den Seglern auf der Reede vor Vlieland wurde in früheren Jahrhunderten über Vlieland, Texel und Nordholland nach Amsterdam gebracht. Heute ist das Het Posthuys ein beliebtes Ausflugslokal.
Im Osten, in der Nähe des Fährhafens, gibt es einen im Jahr 2007 neu angelegten Hafen für Segel- und Motorboote.
Hier befindet sich der Hubschrauberlandeplatz Vlieland.
Im Westen der Insel im Naturgebiet De Vliehors befindet sich das größte Übungsgebiet der Königlichen Luftwaffe der Niederlande. Während der Woche kann es vorkommen, dass der Abwurf von Bomben (auch scharfen) geübt wird. Das Gelände ist dann mit roten Flaggen gekennzeichnet. Nur an den Wochenenden wird nicht geübt.

## Politik

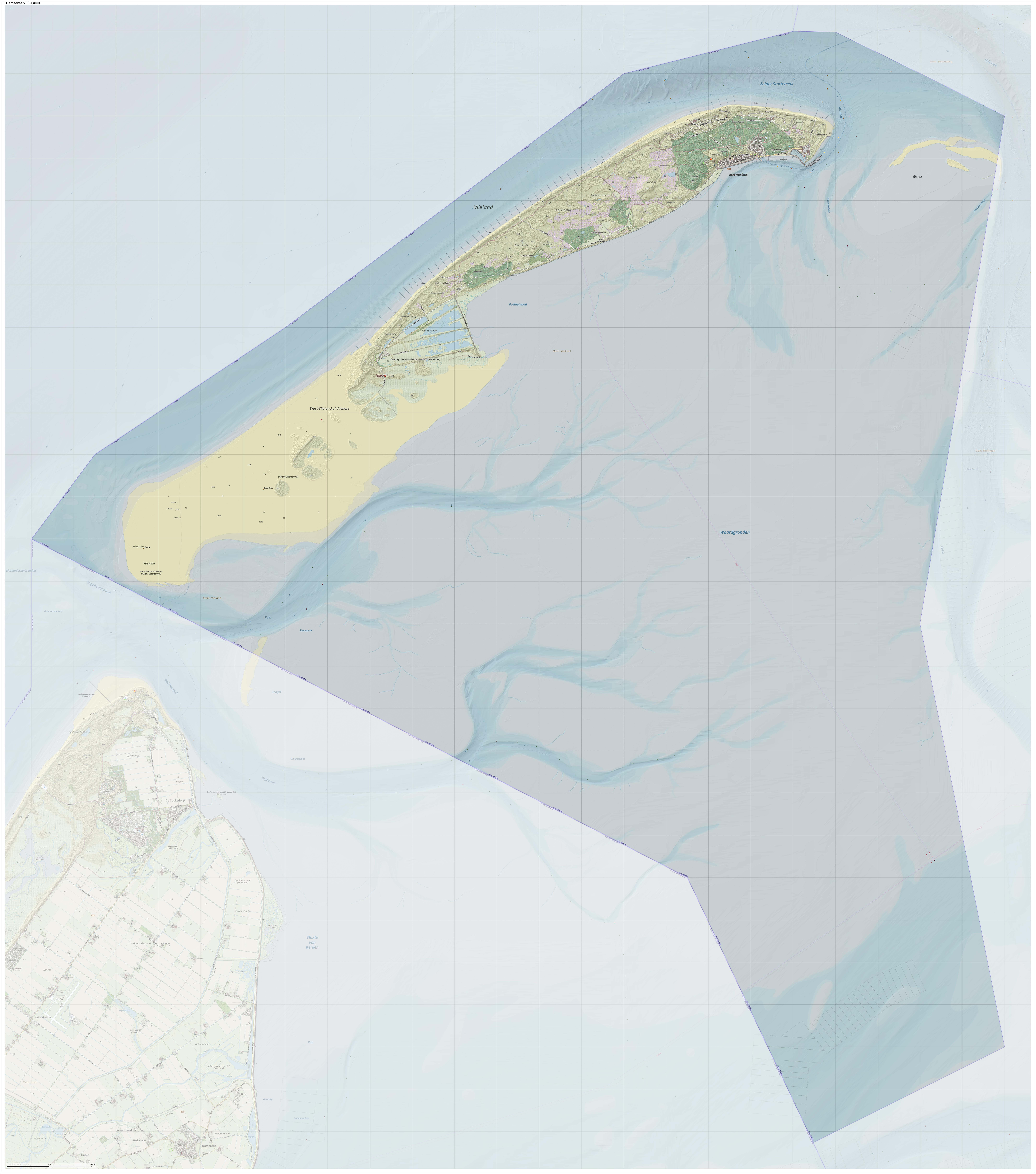
Karte der Gemeinde Vlieland

### Sitzverteilung im Gemeinderat
Der Gemeinderat wird seit 1982 folgendermaßen gebildet:
| Partei                        | Sitze | Sitze | Sitze | Sitze | Sitze | Sitze | Sitze | Sitze | Sitze | Sitze | Sitze |
| Partei                        | 1982  | 1986  | 1990  | 1994  | 1998  | 2002  | 2006  | 2010  | 2014  | 2018  | 2022  |
| ----------------------------- | ----- | ----- | ----- | ----- | ----- | ----- | ----- | ----- | ----- | ----- | ----- |
| Lijst Fier                    | –     | –     | –     | –     | –     | –     | –     | –     | –     | –     | 3     |
| Nieuw Liberaal Vlieland a     | –     | –     | –     | –     | –     | –     | –     | –     | –     | 4     | 3     |
| Algemeen Belang Vlieland      | 2     | 1     | 2     | 2     | 3     | 3     | 3     | 3     | 3     | 2     | 2     |
| GroenWit b                    | –     | –     | –     | –     | –     | –     | –     | –     | 2     | 3     | 1     |
| VVD a                         | 2     | 3     | 3     | 5     | 3     | 4     | 3     | 4     | 4     | –     | –     |
| PvdA b                        | 2     | 3     | 2     | 2     | 3     | 2     | 3     | 2     | –     | –     | –     |
| CDA                           | 1     | –     | –     | –     | –     | –     | –     | –     | –     | –     | –     |
| Belangengroepering Lijst Drie | 0     | –     | –     | –     | –     | –     | –     | –     | –     | –     | –     |
| Gesamt                        | 7     | 7     | 7     | 9     | 9     | 9     | 9     | 9     | 9     | 9     | 9     |

Anmerkungen

### Bürgermeister
Seit dem 10. Mai 2021 ist Michiel Schrier (SP) amtierender Bürgermeister der Gemeinde. Zu seinem Kollegium zählen die Beigeordneten Rients Hoekstra (VVD), Elsje de Ruijter (GroenWit) sowie der Gemeindesekretär Robert Lanting.

## Kultur
Am ersten Septemberwochenende findet seit 2009 das Musik- und Kulturfestival Into The Great Wide Open statt.

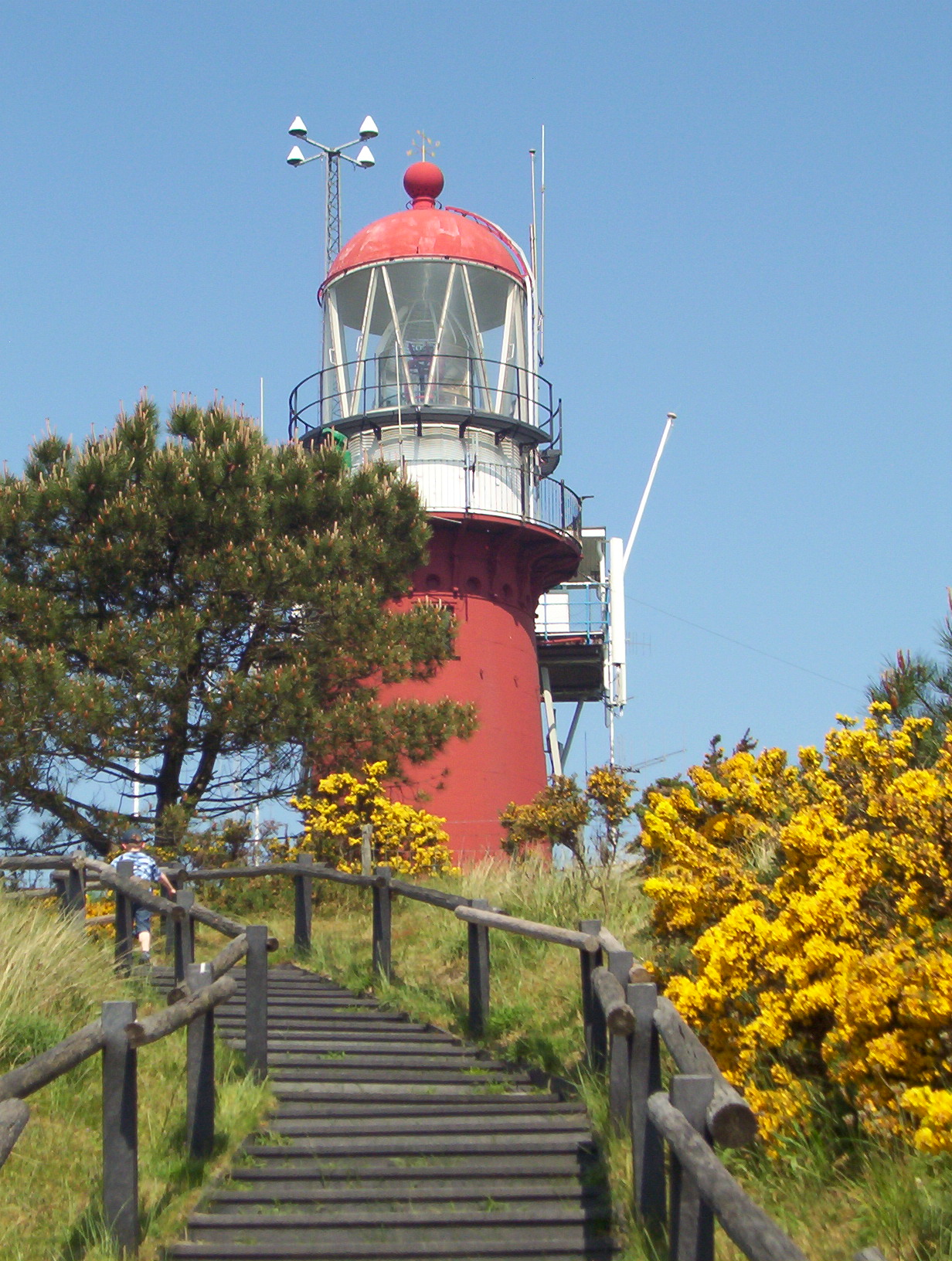
Leuchtturm „Vuurduin“ auf Vlieland
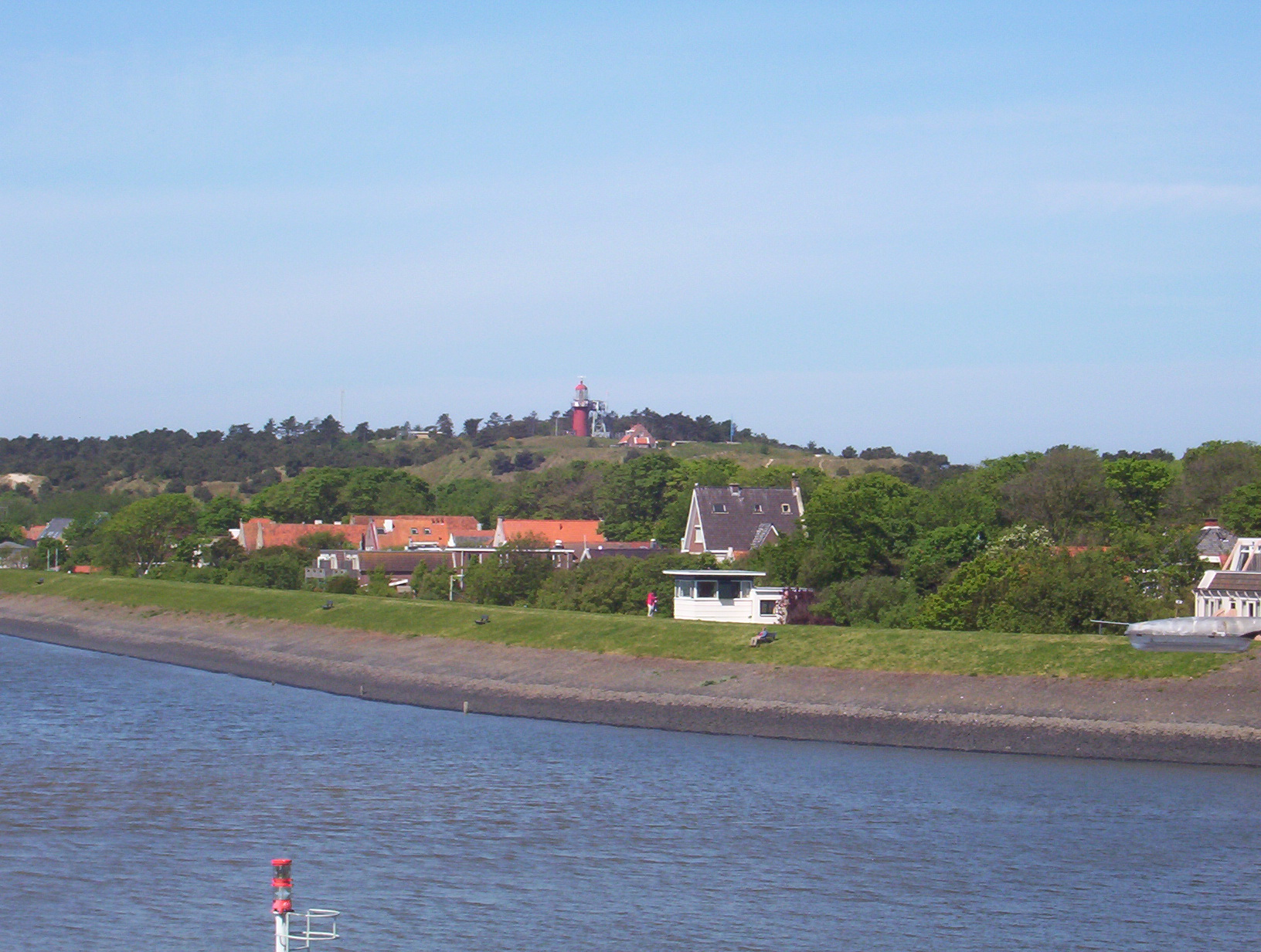
Der Ort Oost-Vlieland von der Wattseite aus
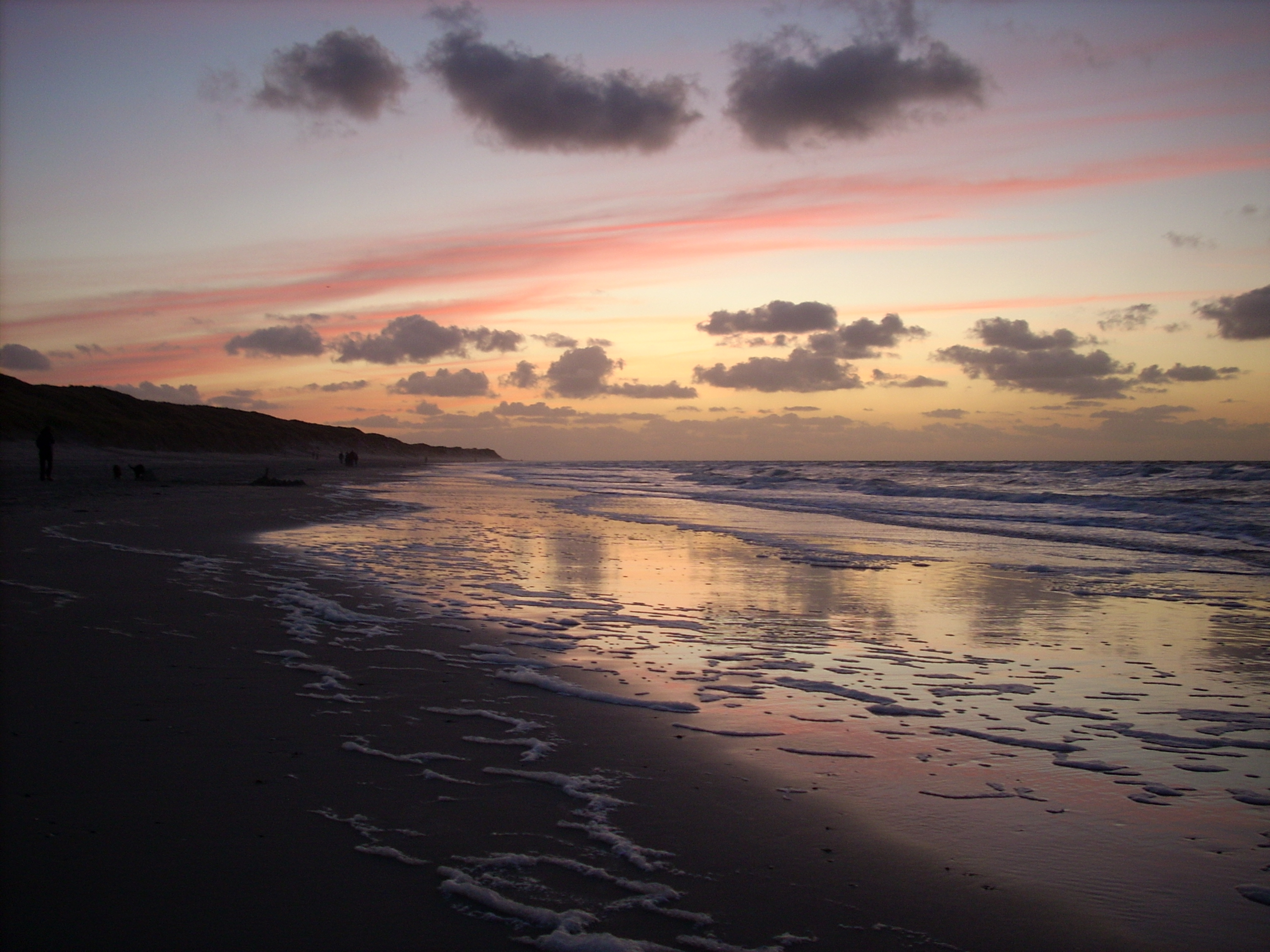
Strand
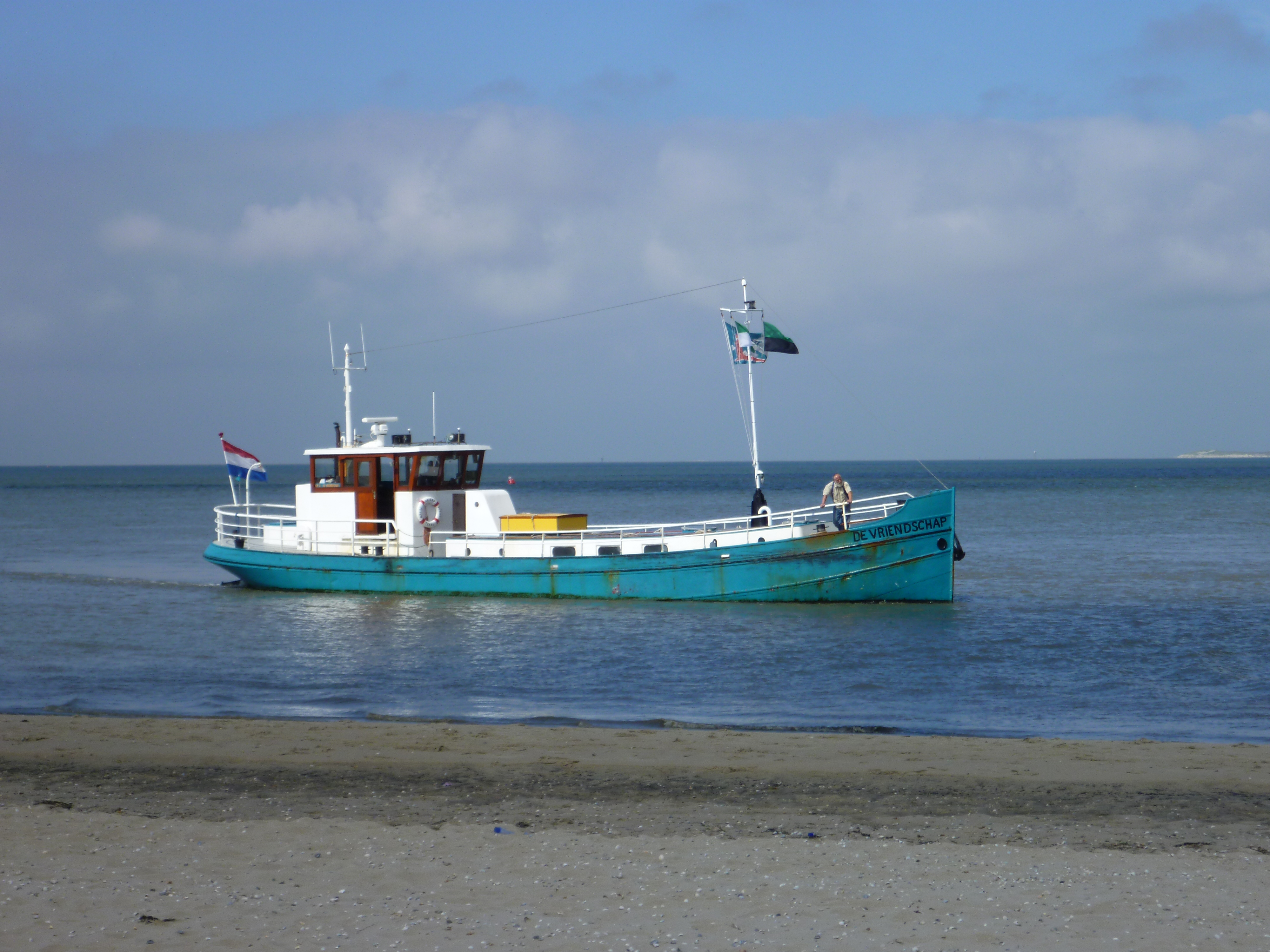
Fähre zwischen Vlieland und Texel